# Benkovački sajam
Benkovački sajam je jednodnevni mjesečni gospodarsko-trgovački sajam koji se održava svakoga desetoga dana u mjesecu u sjevernome dijelu Benkovca, u trgovačkoj zoni Kukalj. Premda je najpoznatniji po ponudi stočnih i poljoprivrednih proizvoda, sajam ima i trgovačku i ugostiteljsku ponudu. Najpoznatiji je poljoprivredni sajam u Dalmaciji. Radi vremena održavanja poznat je i kao „Sveti Deseti”.
Prvi poznati spomen sajma potječe iz 1885. i odnosi se na stočni sajam koji se održavao tri puta godišnje, a od 1900. tjedno. Usmjerenost stanovništva na ratarstvo i stočarstvo stvorila je uvjete za razvoj sajamske trgovine, koji je ubrzan uspostavom poštanske veze između Benkovca i Zadra, kao i redovita parobrodska linija Rijeka–Senj–Obrovac Senjskoga parobrodskog društva od 1885, kojom su se izvozili poljoprivredni proizvodi. Seljaci su viškove vina prodavali u Liku, žita u Zadar i Knin, a stočnih proizvoda u Zadar i Trst.
Početkom 20. st. sajam se održavao u prostoru ispred Kaštela Benković. Prostor održavanja sajma mijenjao se tijekom prošlosti.
Uz gospodarsku i turističku, sajam ima i društvenu i kulturnu ulogu za izlagače i posjetitelje. Osim trgovanja, ljudi su se u prošlosti okupljali i oko tradicijske glazbe i plesa, redovito ojkavice (orzenja), guslanja i Bukovačkoga kola, za mlade i kao mjesta upoznavanja i udvaranja. Mjesni KUD-ovi redovito nastupaju na sajmovima. Sajam je i motiv u književnosti vezanoj uz benkovački kraj (pr. Vladan Desnica, Magazin sjeverne Dalmacije).